# Лабон, Брайан
Бра́йан Ле́сли Лабо́н (англ. Brian Leslie Labone; 23 января 1940 — 24 апреля 2006) — английский футболист, защитник. Прежде известный по выступлениям за английский «Эвертон», в котором провёл всю свою игровую карьеру, а также за сборную Англии.

## Клубная карьера
Во взрослом футболе дебютировал в 1958 году выступлениям за «Эвертон», цвета которого защищал в течение всей своей карьеры, длившейся четырнадцать лет. Большую часть времени, проведённого в составе «Эвертона», был основным игроком защиты команды. Всего за ливерпульский клуб Брайан сыграл 451 матч и забил 2 гола.

## Выступление за сборную
20 октября 1962 дебютировал за сборную Англии в игре против сборной Нидерландов.
В составе сборной был участником чемпионата Европы 1968 в Италии, на котором команда завоевала бронзовые награды, и чемпионата мира 1970 в Мексике.
На протяжении карьеры в национальной команде, которая длилась 9 лет, провёл в форме главной команды страны 26 матчей.

## Смерть
Умер 24 апреля 2006 года на 67 году жизни в Ливерпуле.

## Достижения
- Чемпион Англии: 1962/1963, 1969/1970
- Обладатель Кубка Англии: 1965/1966